# Eta Persei
Eta Persei (tên gọi khác là η Persei, viết tắt là Eta Per, η Per), là một hệ sao đôi và thành phần "A" của hệ ba sao (thành phần 'B' là ngôi sao HD 237009) nằm trong chòm sao Anh Tiên. Nó cách Trái Đất xấp xỉ 1331 năm ánh sáng.
Bản thân hai ngôi sao của Eta Persei được đặt tên là Eta Persei A (tên chính thức là Miram /ˈmaɪræm/, một cái tên gần đây cho hệ sao đôi) và B.

## Danh pháp

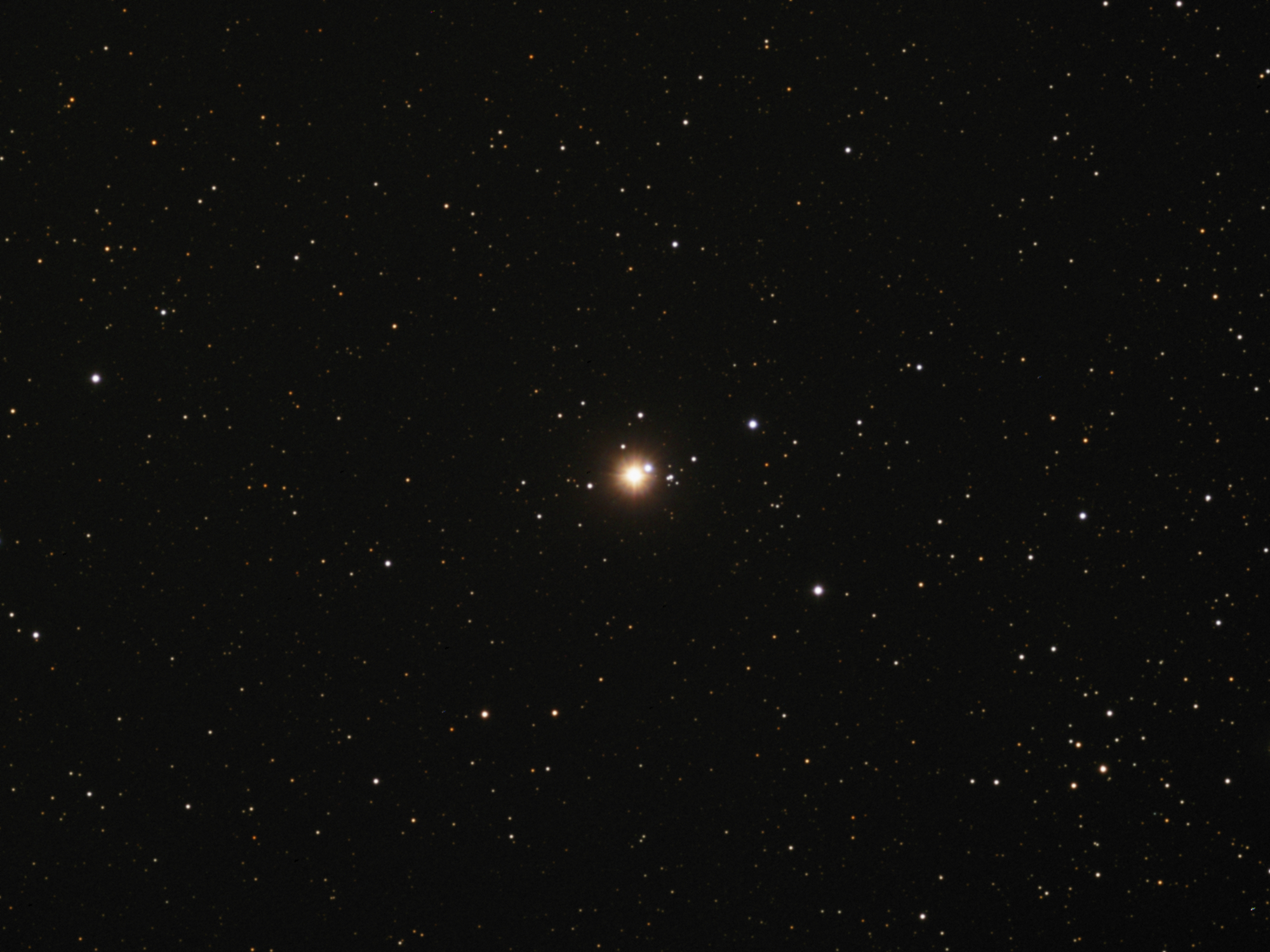
η Persei in optical light

η Persei (được Latinh hóa từ Eta Persei) là một hệ sao đôi được đặt tên theo Định danh Bayer. Việc chỉ định hai ngôi sao của nó là Eta Persei A và B bắt nguồn từ quy ước được sử dụng bởi Danh mục đa tính của Washington (WMC) cho nhiều hệ sao và được Liên đoàn Thiên văn Quốc tế thông qua (IAU).
Eta Persei đã đạt được tên à Miram một cách bí ẩn vào thế kỷ 20, mặc dù không có nguồn nào xác minh được điều này. Vào năm 2016, IAU tổ chức một Working Group on Star Names (WGSN) (Nhóm làm việc về tên ngôi sao) để lập danh mục và tiêu chuẩn hóa tên riêng cho các ngôi sao. WGSN quyết định gán tên riêng cho từng ngôi sao thay vì toàn bộ nhiều ngôi sao. Mọi người đã phê duyệt và đặt tên cho Eta Persei A là Miram  vào ngày 5 tháng 9 năm 2017 và hiện nó đã được đưa vào Danh sách các tên sao được IAU phê duyệt.
Ngôi sao này cùng với Delta Persei, Psi Persei, Sigma Persei, Alpha Persei và Gamma Persei được gọi là the Segment of Perseus (Phân đoạn của Anh Tiên).
Trong tiếng Trung, 天船 (Tiān Chuán), nó có nghĩa là Celestial Boat (Thuyền Thiên), refers to an asterism đề cập đến một loạt các ngôi sao bao gồm Eta Persei, Gamma Persei, Alpha Persei, Psi Persei, Delta Persei, 48 Persei, Mu Persei và HD 27084. Do đó, tên tiếng Trung của bản thân Eta Persei là 天船一 (Tiān Chuán yī, tiếng Anh: the First Star of Celestial Boat. (Ngôi sao thứ nhất của Thuyền Thiên)

## Tính chất
Eta Persei A thuộc lớp quang phổ K3 và có độ lớn biểu kiến là +3,76. Nó có độ sáng gấp 35.000 lần Mặt Trời.